# Врангельский дворец
Врангельский дворец (швед. Wrangelska palatset) — дворец, расположенный в Стокгольме на острове Ридерхольмен. С 1756 года в нем расположен Апелляционный суд. Дворец был резиденцией королей с 1697 по 1754 года.

## История
Южная башня была частью защитных укреплений построенных во времена правления Густава Вазы в 1530-х годах. Примерно в 1630 году вокруг неё построили дворец. С 1652 по 1670 год архитектор Никодемус Тессин перепроектировал и расширил замок по заказу графа Карла-Густава Врангеля. После пожара 1693 года дворец заново отстроили и расширили. Через несколько лет в пожаре был уничтожен королевский дворец, поэтому в 1697 году Врангельский дворец стал резиденцией монархов государства до 1754 года, когда был завершен Стокгольмский Королевский дворец.